# كأس آسيا الوسطى للمنتخبات
كأس اتحاد وسط آسيا لكرة القدم (بالإنجليزية: CAFA Nations Cup) هي بطولة كرة قدم دولية للمنتخبات الوطنية تقام تحت إشراف اتحاد وسط آسيا لكرة القدم (CAFA). انطلقت أول نسخة منها عام 2023، وتقام البطولة على نحو غير منتظم حتى الآن، بمشاركة منتخبات من آسيا الوسطى، وأحيانًا تُدعى منتخبات ضيفة من خارج المنطقة.

## التاريخ
أُعلن عن تنظيم البطولة لأول مرة في مايو 2023 لتكون منافسة إقليمية جديدة تعزز من التعاون والمستوى الفني بين الدول الأعضاء في اتحاد وسط آسيا. وشارك في النسخة الافتتاحية 6 منتخبات.
في عام 2025، أُعلن عن إقامة النسخة الثانية من البطولة في شهري أغسطس وسبتمبر.

## النسخ

### نسخة 2023
أُقيمت في قرغيزستان وأوزبكستان، وشارك فيها 6 منتخبات:
- إيران
- طاجيكستان
- أوزبكستان
- تركمانستان
- قرغيزستان
- أفغانستان

النهائي: فازت إيران على طاجيكستان بنتيجة 1–0، وتُوّجت بالبطولة الأولى.
هداف البطولة: مهدي طارمي (6 أهداف)

### نسخة 2025
من المقرر إقامتها في طاجيكستان وأوزبكستان خلال الفترة من 29 أغسطس إلى 8 سبتمبر 2025. لم تُحدد بعد قائمة المنتخبات النهائية المشاركة أو الجدول الكامل للبطولة.

## سجل البطولات
| السنة | الدولة المستضيفة      | البطل | الوصيف    | المركز الثالث | عدد المنتخبات | الهداف               |
| ----- | --------------------- | ----- | --------- | ------------- | ------------- | -------------------- |
| 2023  | قرغيزستان / أوزبكستان | إيران | طاجيكستان | أوزبكستان     | 6             | مهدي طارمي (6 أهداف) |
| 2025  | طاجيكستان / أوزبكستان | —     | —         | —             | 7 (متوقعة)    | —                    |

## الإحصائيات

### المنتخبات حسب عدد الألقاب
| المنتخب | عدد الألقاب | سنوات الفوز |
| ------- | ----------- | ----------- |
| إيران   | 1           | 2023        |

## روابط خارجية
- الموقع الرسمي لاتحاد وسط آسيا لكرة القدم
- الصفحة الإنجليزية للبطولة